# Per Gustav Idivuoma
Per Gustav Idivuoma, född 15 juni 1950 i Karesuando församling, Norrbottens län, är en svensk-samisk kommunalpolitiker, son till Per Idivuoma.

## Biografi
Per Gustav Idivuoma är renägare och ordförande i Lainiovuoma sameby och var ordförande i Svenska Samernas Riksförbund 2002-09. Sedan Samelistan kommit in i kommunstyrelsen i Kiruna kommun efter valet 2010 är han ordförande i kommunens Miljö- och byggnämnd. Han är också vice ordförande i styrelsen för Samernas utbildningscentrum. 
Per Gustav Idivuoma ingick i den svenska förhandlingsdelegationen som framförhandlade den i oktober 2009 undertecknade, men ännu inte ratificerade, Konventionen mellan Sverige och Norge om gränsöverskridande renskötsel.
Han bor i Lannavaara i Kiruna kommun. Han invaldes 2004 i Kungliga Skogs- och Lantbruksakademien.